# Xander Hunfeld
Alexander (Xander) J.M. Hunfeld (Velsen, 6 april 1949) is een Nederlands componist.

## Leven en loopbaan
Reeds op de lagere school zong hij in het jongenskoor onder leiding van Kees Bornewasser. Later, op het gymnasium volgde hij pianolessen en solfège aan het Dominicus College in Nijmegen. Hij studeerde aan het Sweelinck Conservatorium in Amsterdam. In 1999 is hij tevens afgestudeerd in de wijsbegeerte aan de Vrije Universiteit.
Zijn composities volgen een serieel principe waardoor nauwelijks associaties met de seriële muziek worden opgeroepen - "harmonische combinatoriek".

## Erkenning
Hij werd bekroond in het Viotti Concours in 1981 en 1982. In 1982 won hij Valentino Bucchi Prijs in Rome en in 1984 de eerste prijs in het compositieconcours voor het Jeugdorkest van Europese Landen.
In 2013 werd zijn "According to Gurney" 2008-sonatina uitgevoerd door Charles Neidich, Maria Kouznetsova and Martijn Willers.